# Tomáš Famfule
Tomáš Famfule, na vojně sloužící pod jménem Thomas Famfollet (7. prosince 1793 Mirotice – 11. září 1876 Mirotice), byl příslušník jezdecké pěchoty rakouské (habsburské) armády, vojenský vysloužilec a strýc Mikoláše Alše. Kvůli příslušnosti k lehké jízdě přezdívalo se mu (mirotický) švališér či dragounek. Famfuleho vliv na mladého Alše a jeho tvorbu přiměl Aloise Jiráska sepsat o něm skicu Tomáš Famfule, švališér na základě Famfuleových pamětí obohacených vzpomínkami jeho synovce. Jirásek jej zpodobnil též ve Skalácích jako vysloužilce Užďana. Famfuleho postava jakožto předloha mnohých děl Jiráska a kreseb Alše pomohla koncem 19. století vytvoření archetypu českého vojáka.

## Život

### Mládí
Tomáš Famfule, bratr Alšovy matky, se narodil v roce 1793 v Miroticích na Písecku. Ve svých dvanácti letech se začal učit krejčovství. Vyučil se, pracoval nějaký čas v Blatné; roku 1809 musil do Prahy na kommisní šití. Tohoto válečného roku šilo přes šest set krejčovských tovaryšů v Klementinu pro armádu. "Po komissu" zůstal jako tovaryš pracovat v Praze po další tři roky. V roce 1812, byl velký odvod na vojnu. Brali kde koho, zvláště mladé tovaryše [...]. Podařilo se mu z Prahy uprchnout, byl však záhy chycen v Budyni a odveden do litoměřických kasáren. Odtud rovněž utekl a snažil se dostat na jih do rodných Mirotic. V rodném domě se pak u rodičů nějaký čas skrýval, dokud i tam nebyl jeho úkryt kompromitován. Sám se nakonec přihlásil a v Písku byl pak přijat k lehké jízdě "k slavnému pluku Vesan švališér" (Čtvrtý pluk švališerský, tehdy barona Vincenta, pak 14. pluk dragounský, známý svým útokem v bitvě u Kolína r. 1757).

### Na vojně

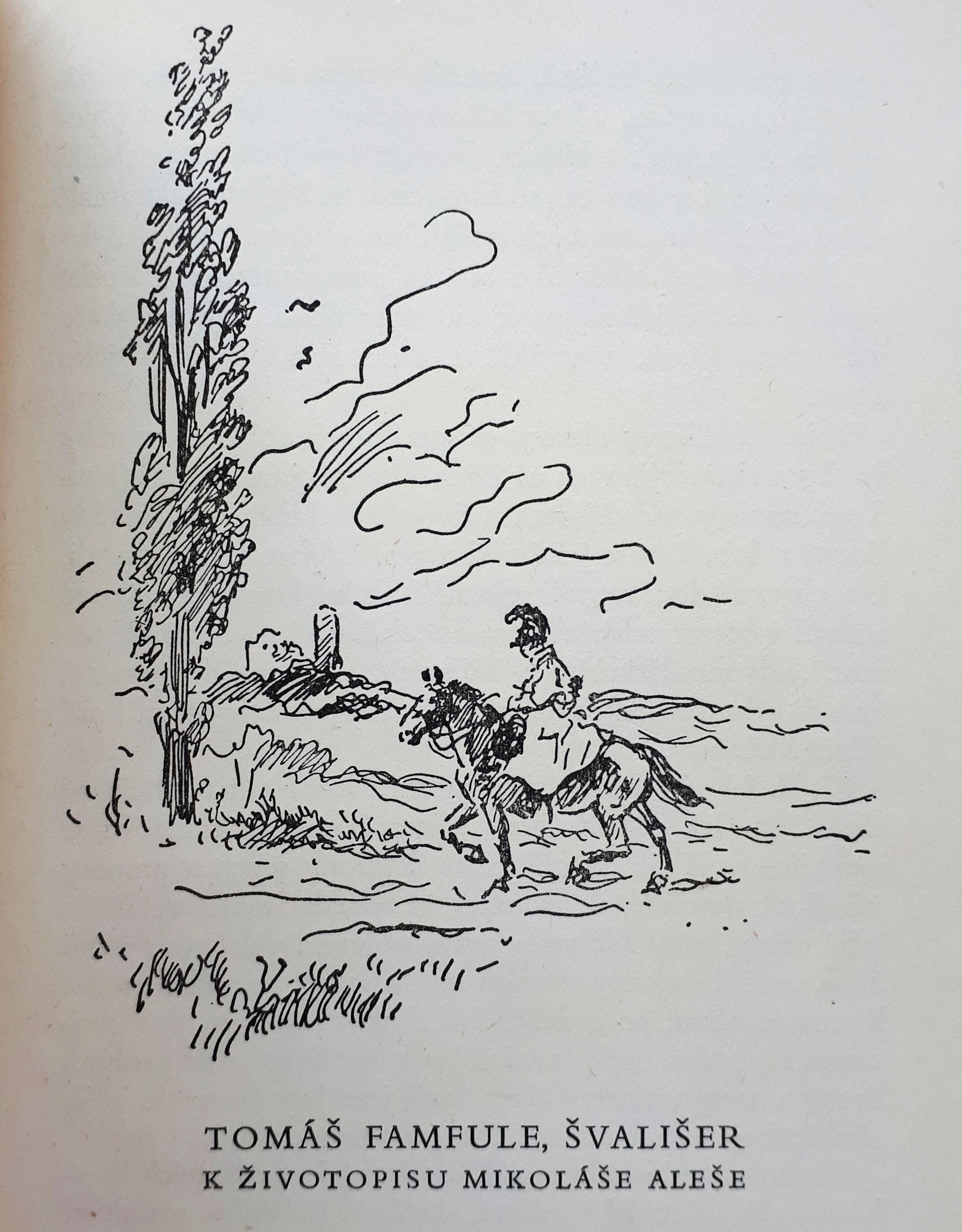
Ilustrace Mikoláše Alše dodaná k povídce Tomáš Famfule, švališér ve výboru Jiráskových vojenských povídek vydaném v roce 1952.

Alois Jirásek píše, že Tomáš Famfule dostal se na vojnu, kdy ohromný požár napoleonských válek plápolal nejprudčeji. V roce 1812 odjel z Písku do Prahy fasovat výstroj a výzbroj. Přes Moravu se pak rekruti brali pěšky do Uher, kde jmenovitě "stáli" celý měsíc, dostali koně a učili se jezdit. Poté byli posláni do Francouz za plukem. Tomáš Famfule nastoupil jako ,,Thomas Famfollet“. Z Francie pak táhli do Polska a pak zpět do Francouz, kde stáli celý měsíc. Poté táhli zpět do Čech, konkrétně do Klatov, kde pluk zůstal až do roku 1820. Následně se přemístili do Vídně, kde stáli dalších devět měsíců. Poté, co se velitel pluku dobrovolně hlásil, táhli spolu s dalšími pluky na jih Itálie "krotit vzbouřené Vlachy" (tj. Italy) v rámci povstání v Neapoli, jež vypuklo v létě roku 1820 a v roce následujícím bylo rakouskou armádou za podpory evropských panovníků sdružených ve Svaté alianci potlačeno.
Na výpravě do Itálie plnil Tomáš Famfule až do Treviza funkci ubytovatele (vedoucí účtů v plukovním štábu). V Itálii zůstala první plukovnická eskadrona, v níž Tomáš Famfule sloužil, pět let (do roku 1825), z toho tři roky přímo v Neapoli. Tehdy uviděl Tomáš Famfule i výbuch Vesuvu a zažil hroznou bouři, když s oddělením své eskadrony tvořil průvod ruskému vyslanci. Během svého pobytu v Itálii též získal svého věrného vraníka, s kterým si vytvořil silné pouto a kterého mu všichni záviděli. Z Itálie se vrátil roku 1826. Ze Salerna táhli přes Řím, kdež si mirotický švališer koupil na památku dvě měďorytiny, obrázek sochy sv. Petra a pohled na chrám svatopetrský [...]. Z Říma se přes sever Itálie a přes Lublaň a Štýrský Hradec dostali zpátky do Uher. Díky „milostivému létu“ byl Famfulův pluk, roztroušený po vsích, svolán do Kyseku, kde vojáci získali úlevu ve službě o jeden rok, čímž Tomáš Famfule u linie dosloužil a mohl jít domů. Slouživ cca 14 let, vrátil se do Čech, ovšem následně musel ještě k zemské obraně (Bohmische Landwehr, tzv. „landvér“), jež užívaly vysloužilce jako pohraniční stráže. U „hraničkářů“ v Podkrkonoší v okolí Nového Města nad Metují, u Vrchlabí či Žacléře zůstal čtyři léta v hodnosti Unterjägra – podmyslivce do roku 1830.

### Návrat domů a péče o Mikoláše Alše

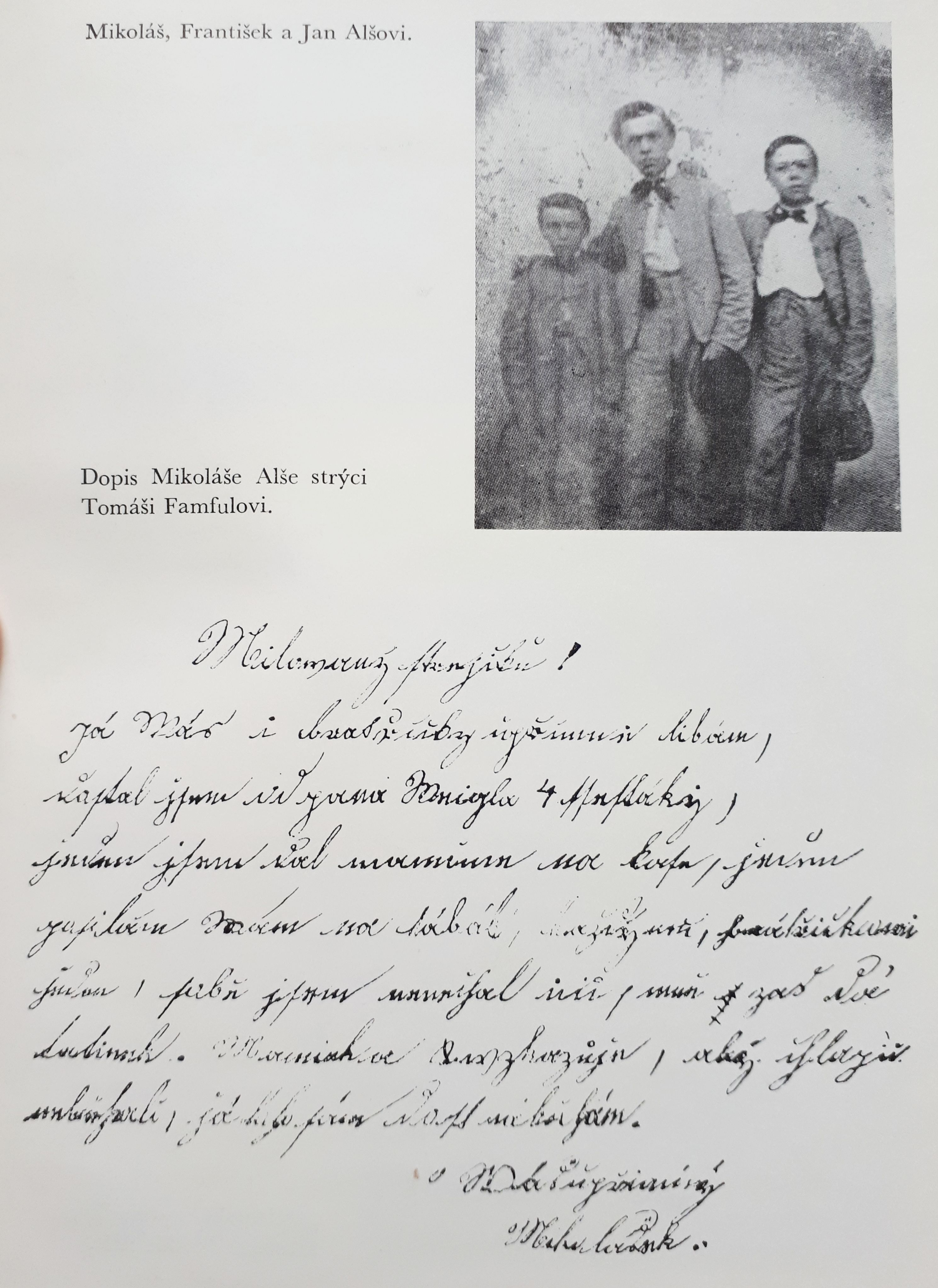
Bratři Mikoláš, František a Jan Alšovi. Níže dopis Mikoláše Alše strýci Tomáši Famfulemu.

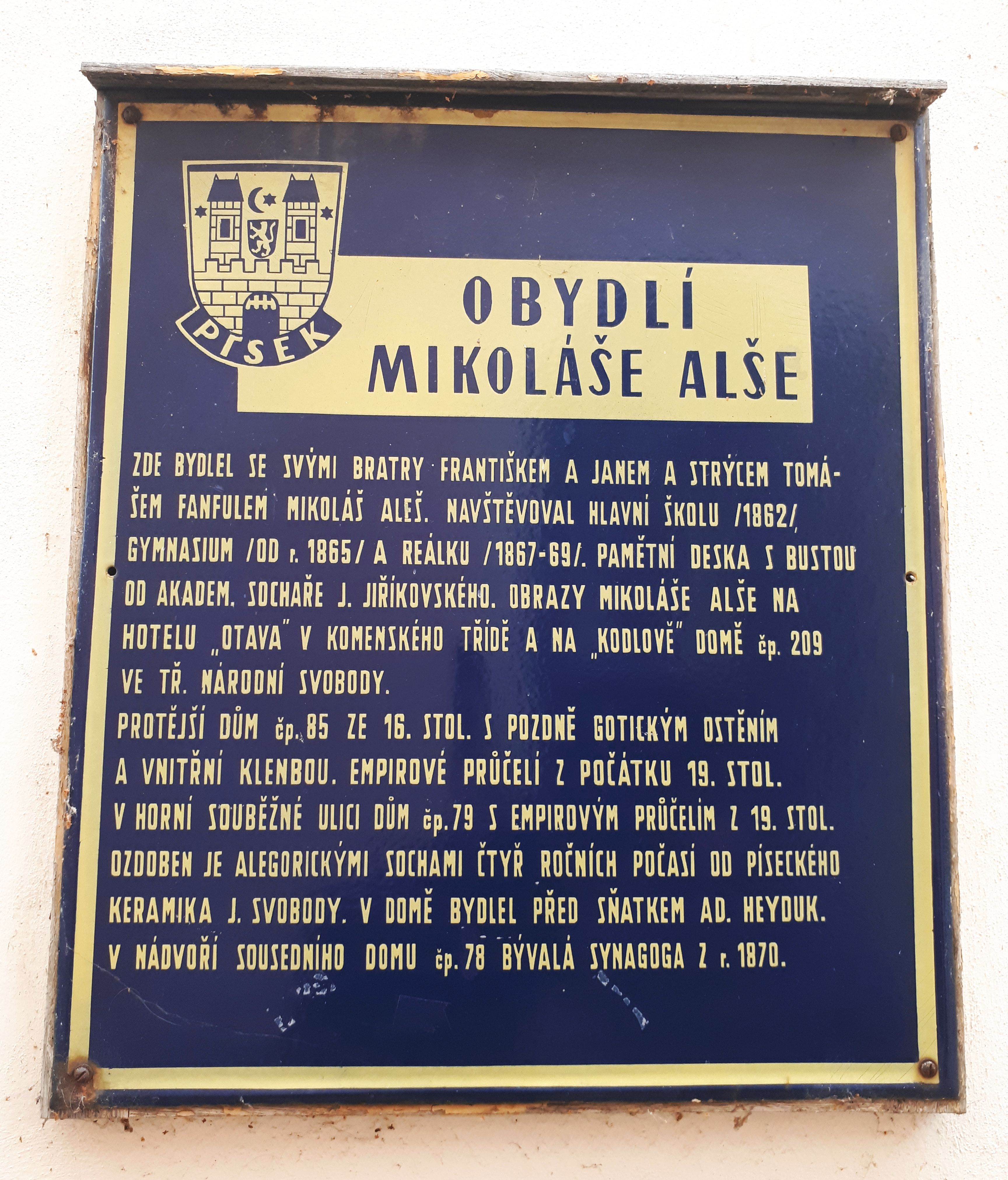
Informační cedule v Písku na budově na rohu Ningrovy ulice a Masných krámů, kde Mikoláš Aleš v 60. letech 19. století bydlel se svými bratry a strýcem Tomášem Famfulem.

Za ta léta vojny, tj. švališérské služby, byl Tomáš Famfule pouze dvakrát v rodných Miroticích. Když táhli do Francouz a jeli kolem Písku, zaskočil si mladý švališér během jedné noci ze Zlivic u Čížové domů. Podruhé se podíval do Mirotic, když stáli v Klatovech. Nadobro se vrátil, až když mu po několika letech u „landvér“ bylo vyhověno v žádosti o definitivní ukončení služby. Tomáš Famfule cítil potřebu vrátit se do rodného domu a urovnat rodinné a majetkové záležitosti po zemřelém otci Janu Famfulem (zemřel v roce 1834).
Z vojny si s sebou přinesl soukenný pásek pivoňkové barvy [...] a ty dva obrázky z Říma a lahvičku popela, jenž mu napršel za výbuchu Vesuvského na helmu a plášť. [...] Zůstal svobodný, a žil v rodině své sestry, jejíž dětem byl jako druhým otcem. Po rodičích zdědil chalupu, v níž se pak narodil Mikoláš Aleš. [...] Stavení to později přenechal Famfule svému švagru Alšovi, v jehož rodině zůstal trvale. S ní sdílel všecky starosti i častá stěhování. 
| „               | „To je popel z Wezufu od Roku 1822. Ten sem přines z neAplu. Tomáš Famfule.“ | “ |
| — Tomáš Famfule |                                                                              |   |

Od dubna 1835 žil tedy Famfule již v Miroticích, kde se o něho starala matka a dvě neprovdané sestry. Začal si zase pomalu zvykat na své původní řemeslo krejčovské a poctivě a skromně se živil.  Chodily mu též menší částky od finanční stráže za podíl na prodaném pašovaném kontrabandu (např. tabák), který zabavil. Na založení rodiny už zralý čtyřicátník nepomýšlel. Matka mu zemřela v roce 1846.
Od října 1861 bydlel Famfule se sourozenci Alšovými (František a Jan, nejmladší Mikoláš se přistěhoval v roce 1862) v Písku v podnájmu na různých místech, naposledy v domě č. 13 na rohu dnešních Masných krámů a Ningrovy ulice u hokynáře Matěje Dusíka. Tomáš Famfule byl jejich opatrovatelem a zákonným bytným. Přijel za nimi do Písku po třech letech jejich studia (na píseckém gymnáziu a vyšší reálce), kdy se jejich prospěch začal zhoršovat. Dohlížel tedy zejména na studium mladých synovců. Byl odpovědným dozorcem mladých sestřenců, jejich společníkem, spravoval na ně, byl jim v ten čas otcem i matkou. Po vysvědčení vždy naložili věci na vůz a odjeli na léto do Mirotic.
Krejčovstvím se již Famfule neživil, pouze když bylo třeba synovcům něco ušít či opravit. Chodil však sám vždy vyšňořený a hladce oholený.
Roku 1865 zemřel nejstarší z bratrů Alšových, František. Dva roky poté si sám vzal život druhý nejstarší Jan. Tomáš Famfule tak zůstal v Písku bydlet s nejmladším synovcem Mikolášem Alšem. Roku 1869 zemřela Famfuleho sestra (Alšova matka), Mikoláš opustil gymnázium a odešel do Prahy na malířskou akademii. Alois Jirásek píše, že dále Tomáš Famfule [...] zůstal u švagra, s kterýmž se dobře snášel, kterýž se však za rok oženil. Přišla macecha do domu a ta neměla ohledu na starého švališera. Famfule se tak nakonec v srpnu 1874 vystěhoval a uchýlil se do mirotického podkostelního špitálu – chudobince. S Mikolášem Alšem se ve svých posledních letech vídal jen, když se vracel z Prahy. „Tak co Češi, co Češi!“ ptával se starý vysloužilec, jenž nestál netečně u proudu národem šumícího. [...] Bývali spolu často i večer i v noci, kdy starý švališer na zahradě hlídal. Kouřili, strýc vzpomínal minulých dob na vojně i v Miroticích, jejich rodu, zlobíval se ještě na státní bankrot z roku jedenáctého i na to, že zbytečně ztraceno Slezsko.
Tomáš Famfule zemřel 11. září 1876, tři roky předtím, než Mikoláš Aleš uspěl při konkurzu na výzdobu Národního divadla. Velkého úspěchu svého synovce se tak nedožil. Pochován je v Miroticích.

## Vliv na Mikoláše Alše
Vliv na Mikoláše Alše a jeho fantazii, jež se promítla do jeho tvorby, mj. barvitě popisuje Jirásek v povídce Tomáš Famfule, švališér:
| „               | A pak vypravování strýce Tomáše, jeho vzpomínky na Mikoláše Alše, kyrysníka ve Francii zhynuvšího, na vlastní příhody, na vojnu a cizí země! Jaké to poklady mladé duši, její obraznosti, zrovna pro ten svět starého vojáka zvláště vnímavé a jako sladěné! | “ |
| — Alois Jirásek | |   |

Tomáš Famfule svým synovcům, jejich přátelům a četným návštěvám, o černých hodinkách, vyprávěl příhody o tažení do Francie, co viděl v Uhrách a co zažil v Itálii, vypravoval, jak viděl Vesuv soptit, že byla od toho tma v pravé poledne, jak v Sorrentě se díval na moře a na delfíny, jak jezdil se štafetou do Gaety. Vzpomínal na své koně, zvláště vraného. Vypravoval rovněž o potyčkách s italskými povstalci v Padově či o tom, jak císařští vojáci řádili v Nole, kdy "ani kostelů nešetřili".
Když došlo na Řím, na kostel sv. Petra, vzpomínal vřeleji a jednou, když své sestřence znovu tam prováděl, zatoužil: „Jestli kdo z vás v ty místa přijde, vzpomeňte si na mě.“ Jirásek píše, že když se Mikoláš Aleš později po získání věhlasu dostal do Říma, aby se poklonil dílu starých géniů, jeho první vzpomínka byla právě na starého švališéra Tomáše Famfuleho, jenž tou dobou již odpočíval v hrobě v rodných Miroticích.
Jak uvádí Zdeněk Nejedlý: "Vojenské Alšovy obrazy, ať sgrafitové, ať akvarely nebo kresby, nejsou výjevy z určitých bitev, nejsou žádná glorifikace armády, nýbrž jsou kus života v ní, hlavně kus českého života z dob, kdy se ještě verbovalo, kdy na vojnu chytali, kdy chycené dopravovali svázané k pluku, kdy čeští synkové zmírali v severoitalských pevnostech často i na "domácí nemoc", kdy musili do bitev v Němcích, v Itálii, v Nizozemsku, ve Francii i doma a bojovali hrdinsky, jak jim dosvědčují i cizí válečné letopisy."

## Vliv na Aloise Jiráska
Alšův strýc, Tomáš Famfule sehrál významnou úlohu i v díle Aloise Jiráska, do jehož mnoha děl přešel v podobě typu, krásného lidového typu českého vojáka, který tím Jirásek pomohl zrodit. O Jiráskovi platí do velké míry to, co sám píše o Alšovi ve svém medailonku Tomáš Famfule - švališer. Tomáš Famfule se stal vzorem pro mnoho Jiráskových postav, počínaje postavou "salakvadry" Baltazara Užďana v první rozsáhlejší Jiráskově práci, ve Skalácích a nezapomenutelným Ceypkem z F.L. Věka a Doubenem z U nás konče. Jadrnost, poctivost a dobrota, prozářená krásným lidským humorem jsou charakteristické pro tyto postavy. […] Právě takto Jirásek spolu s Alšem vytvořili lidový typ českého vojáka, takový, jaký skutečně byl […]."